# Villalier
Villalier – miejscowość i gmina we Francji, w regionie Oksytania, w departamencie Aude. Przez miejscowość przepływa rzeka Orbiel. 
Według danych na rok 1990 gminę zamieszkiwały 923 osoby, a gęstość zaludnienia wynosiła 120 osób/km² (wśród 1545 gmin Langwedocji-Roussillon Villalier plasuje się na 365. miejscu pod względem liczby ludności, natomiast pod względem powierzchni na miejscu 874.).